# San Cristóbal (ostrov)
San Cristóbal je nejvýchodněji umístěn ostrov souostroví Galapágy. Jeho povrch je tvořen mladě a nezvětrale vypadajícími, četnými lávovými proudy. Přibližně ve středu ostrova se nachází štítová sopka stejného jména. Její poslední erupce se odhaluje na méně než 1000 let před Kristem. Dva morfologicky odlišné skalní útesy Kicker Rock, nacházející se na 5 km od západního pobřeží ostrova v moři. Jejich vznik je však přímo spojen se vznikem a pozdějšími erupcemi, probíhajícími na ostrově.